# Kisaburō Tokai
Kisaburō Tokai (渡海 紀三朗, Tokai Kisaburō), né le 11 février 1948 à Takasago dans la préfecture de Hyōgo, est un homme politique japonais, membre du Parti libéral démocrate. Il est élu à la Chambre des représentants du Japon pour le 10e district électoral de Hyōgo de 1986 à 1996, de 2000 à 2009 et depuis 2012, et fut ministre de l'Éducation, de la Culture, des Sports, des Sciences et de la Technologie du Cabinet Fukuda du 26 septembre 2007 au 1er août 2008.

## Biographie

### Jeunesse et études
Kisaburo Tokai est admis à l'université Waseda. Il suit des cours au sein du département d'architecture et est licencié de la faculté de sciences et technologie.

### Carrière professionnelle
Il travaille dans un premier temps pour l'agence d'architecture japonaise Nikken Sekkei Ltd à partir de 1970.

### Carrière politique
Fils de Motosaburō Tokai, figure du PLD qui fut ministre de l'Intérieur (1971-1972) et de la Construction (1978-1979), il quitte le secteur privé après la mort de ce dernier en 1985 pour devenir le secrétaire du ministre des Affaires étrangères Shintarō Abe, père du futur Premier ministre Shinzō Abe, et entre en politique l'année suivante en se faisant élire pour la première fois à la Chambre des représentants dans la circonscription électorale de son père.

#### La dissidence
Il fait partie des nombreux élus du PLD qui quittent ce dernier en juin 1993, et participe à la création du Nouveau Parti pionnier (新党さきがけ, Shintō Sakigake), petit mouvement politique participant à la coalition gouvernementale anti-PLD qui prend alors la tête du Japon. Il perd son siège à la suite des élections générales de 1996 au cours desquelles le PLD revient en force. Il retourne au PLD à partir de décembre 1999, au sein de la Kinmirai Seiji Kenkyūkai (近未来政治研究会), ou Commission pour un futur politique mieux connue sous le nom de faction Yamasaki (mouvance d'importance moyenne au sein du PLD, la plus modérée de celles ayant soutenu Jun'ichirō Koizumi et défendant surtout une réforme de la Constitution). Il retrouve ensuite, dès les élections générales de 2000, sa circonscription à la Chambre des représentants.

#### Le spécialiste des questions de Sciences et Technologies
Son combat politique a essentiellement porté sur les questions de politique scientifique et technologique, la recherche et le développement. Secrétaire d'État aux Sciences et Technologies (poste non membre du Cabinet secondant le ministre d'État chargé des Sciences et Technologies) dès 1992, il publie en 1993 un rapport intitulé « La science et la technologie et son importance pour le globe terrestre » dans lequel il met en avant l'importance de la recherche et du développement dans les questions environnementales. Plus tard, il dirige en 1995 l'équipe de réflexion chargée de mettre en place la loi fondamentale sur les Sciences et Technologies, promulguée le 15 novembre 1995. À partir de janvier 1996, il dirige le Conseil de la politique de la recherche du Nouveau Parti pionnier.        
De retour au PLD, il est à nouveau premier secrétaire d'État aux Sciences et Technologies, secondant alors le ministre de l'Éducation, des Sciences et de la Technologie du second cabinet de Yoshirō Mori, Tadamori Oshima, du 4 juillet au 5 décembre 2000. Plus tard, il est le 1er vice-ministre d'Atsuko Toyama, alors ministre de l'Éducation, de la Culture, des Sports, des Sciences and de la Technologie, à la suite du remaniement du 1er cabinet de Jun'ichirō Koizumi d'octobre 2002 à septembre 2003. 
Au sein du PLD, il est également président de la Commission de Réflexion chargée de promouvoir la Recherche et établir une Nation de sciences innovatrices et de technologies à partir d'octobre 2005 et est président par intérim du Conseil de la politique de la recherche du parti d'août à septembre 2007. Il n'a toutefois jamais occupé de réel poste d'importance jusqu'à sa nomination par Yasuo Fukuda comme ministre de l'Éducation, de la Culture, des Sports, des Sciences et de la Technologie le 26 septembre 2007. Son passage au ministère a surtout été marqué par de nouvelles tensions avec la Corée du Sud et la crainte de voir se rouvrir la « Guerre des manuels » (qui avait créé en 2005 de vives tensions entre la Corée du Sud et la République populaire de Chine d'une part, et le Japon d'autre part à la suite de la parution dans ce dernier pays de manuels incluant des thèses révisionnistes et nationalistes) du fait encore une fois de l'édition de manuels scolaires revendiquant clairement les Rochers Liancourt (petits ilots rocheux situés à mi-chemin entre la Corée du Sud et le Japon, possessions coréennes sous le nom d'îles Dokdo mais toujours revendiqués par les autorités japonaises sous le nom d'îles Takeshima) comme un territoire japonais. Il fait partie des nombreux ministres qui n'ont pas été reconduit lors du remaniement du gouvernement Fukuda du 1er août 2008.
Il perd une nouvelle fois son mandat de député en étant l'une des victimes de la défaite historique du PLD aux élections législatives du 30 août 2009. Il retrouve toutefois son siège dès les élections législatives suivantes le 16 décembre 2012. Le PLD ayant retrouvé la majorité, Kisaburō Tokai est porté le 27 décembre suivant à la présidence de la commission spéciale de la Promotion des Sciences, des Technologies et de l'Innovation de la Chambre des représentants. 